# Gare de Canterbury West
La gare de Canterbury West (ou Canterbury Ouest en français) est une gare ferroviaire du Royaume-Uni, située sur le territoire de la ville de Canterbury.

## Situation ferroviaire

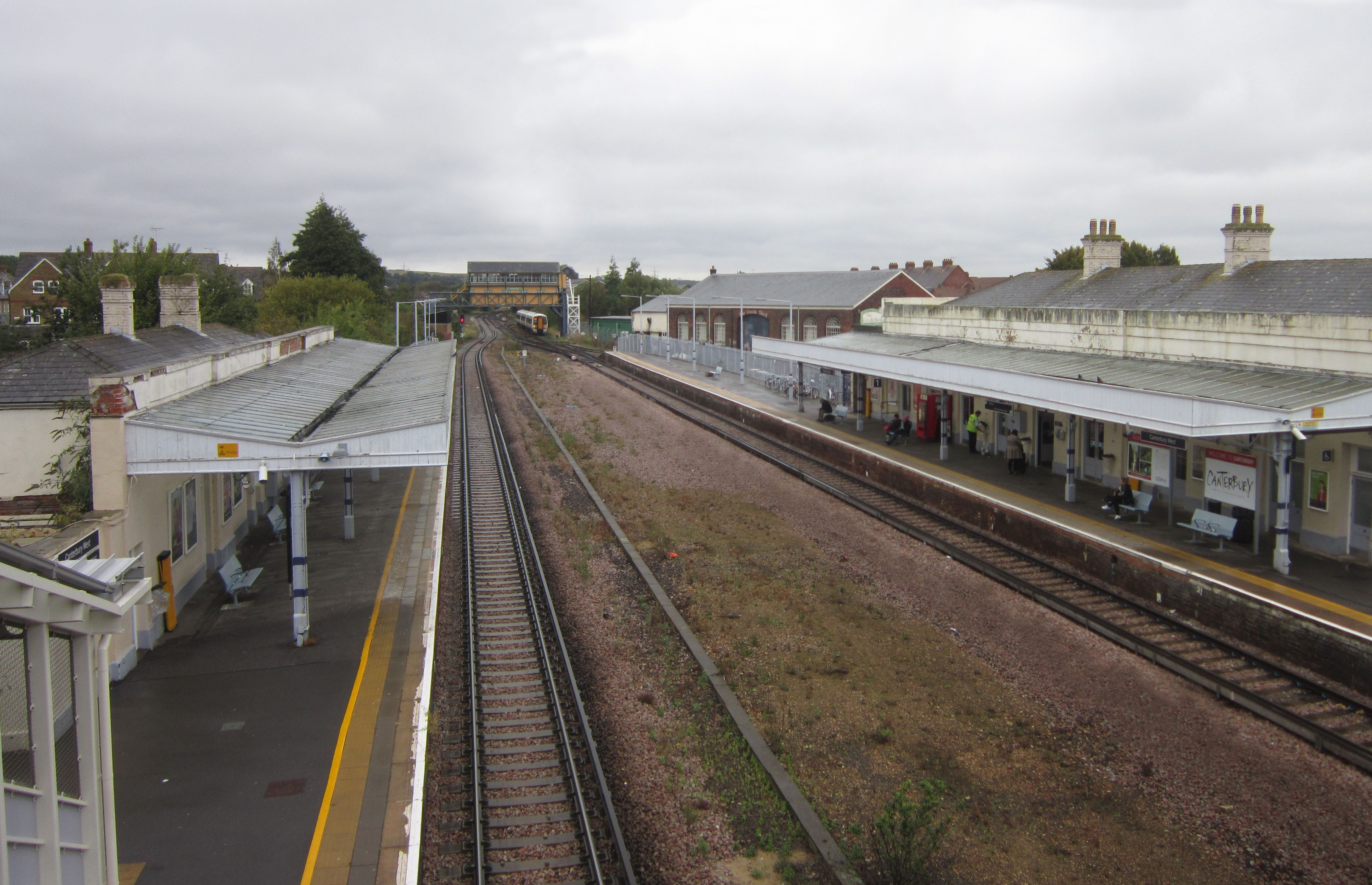
Vue des voies vers l'est depuis la passerelle en 2012.

La gare de Canterbury West est situé sur la ligne d'Ashford à Ramsgate, entre les gares ouvertes de Chartham et de Sturry.

## Histoire
La gare a ouvert ses portes le 6 février 1846 lorsque la South Eastern Railway a débuté ses services vers Ashford. Cette gare a été ouverte sous le nom de Canterbury seulement car la gare de Canterbury East n'existait pas encore.
Le 1er juillet 1899, la gare est renommée Canterbury West suite à l'ouverture de la gare de Canterbury East par la compagnie concurrente London, Chatham and Dover Railway en 1860,. 
En 1973, le bâtiment est classé Grade II par English Heritage.

## Service des voyageurs

### Accueil
La gare est équipée d'un bâtiment voyageur ouvert tous les jours. Elle possède deux quais latéraux qui encadrent deux voies. Le changement de quai se fait par une passerelle.

### Dessertes

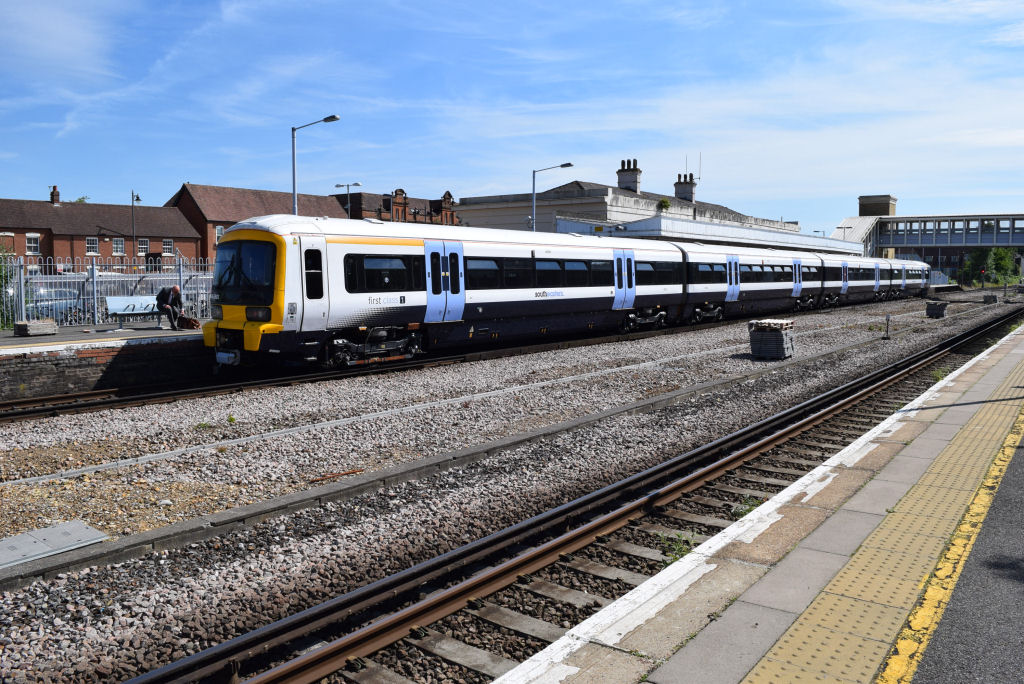
Un train désservant la gare en 2015.

La gare est desservie par des trains en provenance ou à destination des gares de Londres Charing Cross, Londres Saint-Pancras, Ramsgate ou Margate. De plus, pendant les heures de pointes, certains services desservent la gare, nottament des trains en provenance ou à destination de Londres Cannon Street.

### Intermodalité
La gare de Canterbury West est accessible en bus ainsi qu'en taxis via un arrêt la désservant. Elle est également équipée d'un parking.